# 物語/松山千春バラード・セレクション
『物語／松山千春バラード・セレクション』（ものがたり／まつやまちはるバラード・セレクション）は、1992年6月21日にリリースされた松山千春の8枚目のベスト・アルバム。

## 解説
1988年から1991年に発表した楽曲からバラードのみを選曲したベスト・アルバムで、1985年から在籍したALFAレコードからの最後の作品となった。
2000年に日本コロムビアからCD、2009年にはUHQCDで再リリースされた。

## 収録曲
| 全作詞・作曲: 松山千春。 |                  |           |            |          |                          |      |
| #                        | タイトル         | 作詞      | 作曲・編曲 | 編曲     | 収録作品                 | 時間 |
| 1.                       | 「燃える涙」     | 松山千春  | 松山千春   | 飛澤宏元 | アルバム『燃える涙』     | 4:10 |
| 2.                       | 「いつのまにか」 | 松山千春  | 松山千春   | 有坂秀一 | アルバム『自由の彼方へ』 | 5:43 |
| 3.                       | 「SAY」          | 松山千春  | 松山千春   | 大石学   | アルバム『Message』      | 5:37 |
| 4.                       | 「麗 Rei」       | 松山千春  | 松山千春   | 大石学   | アルバム『ISHI』         | 5:41 |
| 5.                       | 「置き手紙」     | 松山千春  | 松山千春   | 飛澤宏元 | アルバム『純』           | 4:40 |
| 6.                       | 「凡庸」         | 松山千春  | 松山千春   | 飛澤宏元 | アルバム『ISHI』         | 6:14 |
| 7.                       | 「抱きしめたい」 | 松山千春  | 松山千春   | 飛澤宏元 | アルバム『STANCE』       | 4:41 |
| 8.                       | 「物語」         | 松山千春  | 松山千春   | 大石学   | アルバム『自由の彼方へ』 | 7:36 |
| 9.                       | 「途上」         | 松山千春  | 松山千春   | 飛澤宏元 | アルバム『男達の唄』     | 4:27 |
| 10.                      | 「雪」           | 松山千春  | 松山千春   | 飛澤宏元 | アルバム『男達の唄』     | 5:29 |
| 11.                      | 「それだけの愛」 | 松山千春  | 松山千春   | 飛澤宏元 | アルバム『ISHI』         | 3:40 |
| 12.                      | 「微笑」         | 松山千春  | 松山千春   | 飛澤宏元 | アルバム『純』           | 6:56 |
| 合計時間:                | 合計時間:        | 合計時間: | 合計時間:  | 64:54    |                          |      |

## 参加ミュージシャン
- Drums：島村英二・見砂和照・岡本郭男
- Bass：美久月千晴・長岡道夫・六川正彦
- E.Guitar：松原正樹・松下誠・土屋潔・高村周作
- A.Guitar：笛吹利明・丸山政幸
- Keyboards：中西康晴・エルトン永田・山田秀俊・大石学・有坂秀一
- Strings：KATOH JOE GROUP
- Percussion：斉藤ノブ・木村誠
- Sax：平原まこと
- Harmonica：八木のぶお